# Gouvernement Achi I
Troisième République
Bakayoko Achi II
Le gouvernement Patrick Achi est le quatrième gouvernement de la Troisième République ivoirienne. Il est nommé le 6 avril 2021,,.
Il remplace le gouvernement précédent dirigé par feu le Premier ministre Hamed Bakayoko dont il assurait l'intérim depuis le 10 mars 2021.

## Historique
Le 24 mars 2021, le Président Alassane Ouattara met fin aux fonctions du précédent gouvernement. Un nouveau gouvernement, conduit par Patrick Achi, est formé le 6 avril.

## Composition
| Image | Fonction                   | Nom               |  | Parti |
| ----- | -------------------------- | ----------------- |  | ----- |
|       | Président de la République | Alassane Ouattara |  | RHDP  |
|       | Premier ministre           | Patrick Achi      |  | RHDP  |

### Ministres d'État
| Image | Fonction                                                                       | Nom                       |  | Parti |
| ----- | ------------------------------------------------------------------------------ | ------------------------- |  | ----- |
|       | Ministre des Affaires étrangères, de l'intégration africaine et de la Diaspora | Kandia Camara             |  | RHDP  |
|       | Ministre de la Défense                                                         | Téné Birahima Ouattara    |  | RHDP  |
|       | Ministre de l'Agriculture et du Développement rural                            | Kobenan Kouassi Adjoumani |  | RHDP  |

### Ministres
| Image | Fonction | Nom                             |  | Parti        |
| ----- | --- | ------------------------------- |  | ------------ |
|       | Garde des Sceaux, Ministre de la Justice et des Droits de l’Homme                                                                                            | Sansan Kambilé                  |  |              |
|       | Ministre de l'Intérieur et de la Sécurité | Vagondo Diomandé                |  | Indépendant  |
|       | Ministre des Eaux et Forêts | Alain-Richard Donwahi           |  | Indépendant  |
|       | Ministre du Plan et du Développement | Kaba Nialé                      |  | Indépendante |
|       | Ministre des Transports | Amadou Koné                     |  | RHDP         |
|       | Ministre de l'Économie et des Finances | Adama Coulibaly                 |  | Indépendant  |
|       | Ministre de la Fonction publique et de la modernisation de l'administration                                                                                  | Anne Désirée Ouloto             |  | RHDP         |
|       | Ministre de la Construction, du Logement et de l’Urbanisme                                                                                                   | Bruno Koné                      |  | RHDP         |
|       | Ministre du Budget et du Portefeuille de l’État | Moussa Sanogo                   |  | Indépendant  |
|       | Ministre de l’Hydraulique | Laurent Tchagba                 |  | UDPCI        |
|       | Ministre de l’Équipement et de l’Entretien Routier | Amédé Koffi Kouakou             |  |              |
|       | Ministre de l'Éducation nationale et de l'alphabétisation | Mariatou Koné                   |  |              |
|       | Ministre de la Réconciliation et de la cohésion nationale | Bertin Kouadio Konan            |  | Indépendant  |
|       | Ministre du Commerce et de l’Industrie | Souleymane Diarrassouba         |  |              |
|       | Ministre des Sports | Claude Paulin Danho             |  | RHDP         |
|       | Ministre de la Communication, des médias et de la francophonie Porte-parole du gouvernement                                                                  | Amadou Coulibaly                |  |              |
|       | Ministre de la Promotion de la jeunesse et de l’Emploi des jeunes, de l'insertion professionnelle et du service civique Porte-parole adjoint du gouvernement | Mamadou Touré                   |  | RHDP         |
|       | Ministre de la Promotion, de l’Investissement et du développement du secteur privé                                                                           | Emmanuel Esmel Essis            |  | Indépendant  |
|       | Ministre de la Promotion des PME, de l'artisanat et de la transformation du secteur informel                                                                 | Félix Anoblé                    |  |              |
|       | Ministre des ressources animales et halieutiques | Sidi Tiémoko Touré              |  | RHDP         |
|       | Ministre du Tourisme et des Loisirs | Siandou Fofana                  |  |              |
|       | Ministre de la Bonne Gouvernance, du renforcement des capacités et de la lutte contre la corruption                                                          | Epiphane Zoro Bi Ballo          |  |              |
|       | Ministre de l'Économie numérique, des télécommunications et de l'innovation                                                                                  | Roger Félix Adom                |  |              |
|       | Ministre de l’Enseignement supérieur et de la Recherche Scientifique                                                                                         | Adama Diawara                   |  |              |
|       | Ministre de la Santé,de l'Hygiène publique et de la couverture maladie universelle                                                                           | Pierre Dimba                    |  |              |
|       | Ministre des Mines, du pétrole et de l'énergie | Thomas Camara                   |  | Indépendant  |
|       | Ministre de l’Assainissement et de la Salubrité | Bouaké Fofana                   |  |              |
|       | Ministre de la Solidarité et de la Lutte contre la Pauvreté                                                                                                  | Myss Belmonde Dogo              |  |              |
|       | Ministre de l’Emploi et de la Protection sociale | Adama Kamara                    |  |              |
|       | Ministre de la Femme, de la Famille et de l’Enfant | Nasseneba Touré Diané           |  |              |
|       | Ministre de l’Enseignement technique et de la Formation professionnelle et de l'apprentissage                                                                | Koffi N'Guessan                 |  |              |
|       | Ministre de la Culture et de l'industrie des arts et des spectacles                                                                                          | Harlette Badou N’Guessan Kouamé |  | RHDP         |
|       | Ministre de l’Environnement et du Développement durable | Jean-Luc Assi                   |  |              |
|       | Ministre délégué, chargé de l'Intégration africaine | Alcide Djédjé                   |  |              |

### Secrétaires d'État
| Image | Fonction                                                         | Nom                      |  | Parti |
| ----- | ---------------------------------------------------------------- | ------------------------ |  | ----- |
|       | Secrétaire d'État chargé du Logement social                      | Lataille N’Guessan Koffi |  |       |
|       | Secrétaire d'État chargé de la Modernisation de l'administration | Brice Kouamé Kouassi     |  |       |
|       | Secrétaire d'État chargé des Affaires maritimes                  | Célestin Serey Doh       |  |       |
|       | Secrétaire d'État chargée de la Protection sociale               | Clarisse Kayo Mahi       |  |       |

### Au titre de la présidence de la République
| Image | Fonction                                                                                                   | Nom                 |  | Parti |
| ----- | --- | ------------------- |  | ----- |
|       | Ministre, secrétaire général de la présidence de la République                                             | Abdourahmane Cissé  |  |       |
|       | Ministre auprès du président de la République, chargé des Relations avec les institutions de la République | Gilbert Koné Kafana |  |       |
|       | Ministre, directeur du cabinet du président de la République                                               | Fidèle Sarassoro    |  |       |